# Estadio Banorte
Az Estadio Banorte (ismert még Estadio Carlos González y González néven is) a mexikói Sinaloa állam fővárosának, Culiacán Rosalesnek a legnagyobb labdarúgó-stadionja, jelenleg a Dorados de Sinaloa hazai pályája. Befogadóképessége 23 000 fő.

## Története
Sinaloa államban Mexikó más részeihez képest viszonylag későn kezdett elterjedni a labdarúgás, de 2003-ra már népszerű csapat működött a fővárosban, Culiacánban. Stadionjuk azonban nem volt, így először a helyi egyetemi stadion jött szóba, hogy azt használhatnák, ám ez igen kicsi volt, és nem volt hely a bővítésére. Ezért új stadion építését határozták el, méghozzá a Stase városrészben, az Humaya folyó partján, ott, ahol addig is egy amatőr pálya helyezkedett el, amely Carlos González y Gonzálezről, egy sörfőző koncesszionáriusról kapta a nevét, aki sokat tett a városrész labdarúgásáért.
A rekordgyorsasággal, mindössze 3 hónap alatt, 55 238 236 pesós költséggel felépült stadiont 2003. augusztus 9-én avatták fel, a nyitómeccsen a hazai Dorados 4–2-es vereséget mért a Cobras de Ciudad Juárez csapatára, a stadion történetének első gólját Héctor Giménez szerezte. Eredetileg 14 000 férőhelyes volt, később 20–23 ezresre bővítették, de miután 2015-ben a Dorados újra feljutott az első osztályba, újabb bővítési és felújítási munkálatok kezdődtek.